# Eleições municipais de Dourados em 1982
As eleições municipais da cidade brasileira de Dourados ocorreram no dia 15 de novembro de 1982, sob um calendário que previa eleições gerais em 23 estados brasileiros e nos territórios federais do Amapá e Roraima. Foram adotados mecanismos como o voto vinculado, a sublegenda e a proibição de coligações num pleito sem segundo turno para cargos executivos e no qual eleitores baseados no Distrito Federal tiveram os votos remetidos ao Mato Grosso do Sul através de urnas especiais pela última vez na história.
Para a administração da cidade, foram eleitos um prefeito, um vice-prefeito e 15 vereadores para a administração da cidade e a votação se deu em um único turno. No mesmo pleito, os eleitores também escolheram o governador de Mato Grosso do Sul e o vice-governador, um senador, oito deputados federais e 24 deputados estaduais.
Os principais candidatos a prefeito eram Luiz Antônio Álvares Gonçalves (PDS) e João da Câmara (PMDB). Álvares Gonçalves foi eleito com 11.065 votos, enquanto seu adversário Câmara obteve 10.508 votos, o que representa uma diferença de 557 votos. Na ocasião, o prefeito era José Cerveira (PDS), que terminou seu mandato em 15 de março de 1983.

## Candidatos

### Prefeito
| Nome do candidato              | Partido | Nome do candidato a vice |
| ------------------------------ | ------- | ------------------------ |
| Braz Melo                      | PDS     | Fredis Saldivar          |
| Luiz Antônio Álvares Gonçalves | PDS     | George Takimoto          |
| Cícero Irajá Kurtz             | PDT     | José Marques Luiz        |
| Isaac de Barros Jr.            | PDT     | José Marques Luiz        |
| Ramão Perez                    | PDT     | José Marques Luiz        |
| João da Câmara                 | MDB     | Quirino Picolli          |
| Sultan Rasslan                 | MDB     | Quirino Picolli          |
| José Joaquim de Souza          | PT      | não disponível           |

## Resultados

### Prefeito
| Candidato(a)                         | Turno único 15 de novembro de 1982 | Turno único 15 de novembro de 1982 |
| Candidato(a)                         | Total                              | Porcentagem                        |
| ------------------------------------ | ---------------------------------- | ---------------------------------- |
| Luiz Antônio Álvares Gonçalves (PDS) | 11.065                             | 27,8%                              |
| João da Câmara (PMDB)                | 10.508                             | 26,4%                              |
| Sultan Rasslan (PMDB)                | 8.730                              | 21,93%                             |
| Braz Melo (PDS)                      | 8.692                              | 21,83%                             |
| Ramão Perez (PDT)                    | 421                                | 1,05%                              |
| José Joaquim de Souza (PT)           | 178                                | 0,44%                              |
| Cícero Irajá Kurtz (PDT)             | 174                                | 0,43%                              |
| Isaac de Barros Jr. (PDT)            | 33                                 | 0,08%                              |
| → Total de votos válidos             | 39.801                             | 91,45%                             |
| → Votos em branco                    | 2.322                              | 5,33%                              |
| → Votos nulos                        | 1.398                              | 3,21%                              |
| Total                                | 43.521                             | 76,24%                             |
| Abstenções                           | 13.560                             | 23,75%                             |
| Total de inscritos                   | 57.081                             | 100%                               |

#### Gráficos
| \| Turno único - Esquema Gráfico \| Turno único - Esquema Gráfico \| Turno único - Esquema Gráfico \| Turno único - Esquema Gráfico \| Turno único - Esquema Gráfico \| \| ----------------------------- \| ----------------------------- \| ----------------------------- \| ----------------------------- \| ----------------------------- \| \| \| \| \| \| \| \| Á. Gonçalves \| Á. Gonçalves \| \| 27,80% \| 27,80% \| \| Câmara \| Câmara \| \| 26,40% \| 26,40% \| \| Rasslan \| Rasslan \| \| 21,93% \| 21,93% \| \| Braz Melo \| Braz Melo \| \| 21,83% \| 21,83% \| \| Ramão Perez \| Ramão Perez \| \| 1,05% \| 1,05% \| \| José Joaquim \| José Joaquim \| \| 0,44% \| 0,44% \| \| Cícero Irajá Kurtz \| Cícero Irajá Kurtz \| \| 0,43% \| 0,43% \| \| Barros Júnior \| Barros Júnior \| \| 0,08% \| 0,08% \| \| Brancos e Nulos \| Brancos e Nulos \| \| 8,54% \| 8,54% \| \| Abstenções \| Abstenções \| \| 23,75% \| 23,75% \| |                    |  |        |        |
| Turno único - Esquema Gráfico |                    |  |        |        |
| |                    |  |        |        |
| Á. Gonçalves | Á. Gonçalves       |  | 27,80% | 27,80% |
| Câmara | Câmara             |  | 26,40% | 26,40% |
| Rasslan | Rasslan            |  | 21,93% | 21,93% |
| Braz Melo | Braz Melo          |  | 21,83% | 21,83% |
| Ramão Perez | Ramão Perez        |  | 1,05%  | 1,05%  |
| José Joaquim | José Joaquim       |  | 0,44%  | 0,44%  |
| Cícero Irajá Kurtz | Cícero Irajá Kurtz |  | 0,43%  | 0,43%  |
| Barros Júnior | Barros Júnior      |  | 0,08%  | 0,08%  |
| Brancos e Nulos | Brancos e Nulos    |  | 8,54%  | 8,54%  |
| Abstenções | Abstenções         |  | 23,75% | 23,75% |

### Vereadores
Os eleitos foram remanejados pelo coeficiente eleitoral destinado a cada coligação. Abaixo a lista com o número de vagas e os candidatos eleitos.
| Candidato(a)                        | Partido | Votação          |      |       |
| ----------------------------------- | ------- | ---------------- | ---- | ----- |
| Candidato(a)                        | Partido | Valdenir Machado | PMDB | 1.477 |
| Paulo Falcão                        | PMDB    | 1.356            |      |       |
| Ferrinho                            | PDS     | 992              |      |       |
| Osvaldo Basé                        | PDS     | 954              |      |       |
| Áureo Garcia Ribeiro                | PMDB    | 907              |      |       |
| Albino Mendes                       | PMDB    | 859              |      |       |
| Nery Azambuja                       | PMDB    | 858              |      |       |
| Carlos Roberto Cristino de Oliveira | PMDB    | 845              |      |       |
| Valdir Perusso                      | PMDB    | 813              |      |       |
| Erisvaldo Mendonça dos Santos       | PDS     | 734              |      |       |
| Walter Brandão                      | PDS     | 715              |      |       |
| Mariano Cândido de Arruda           | PDS     | 708              |      |       |
| José Braga                          | PDS     | 688              |      |       |
| Vitório Pederiva                    | PDS     | 683              |      |       |
| Antônio Noreci da Silva             | PDS     | 676              |      |       |